# Brianna Rollins

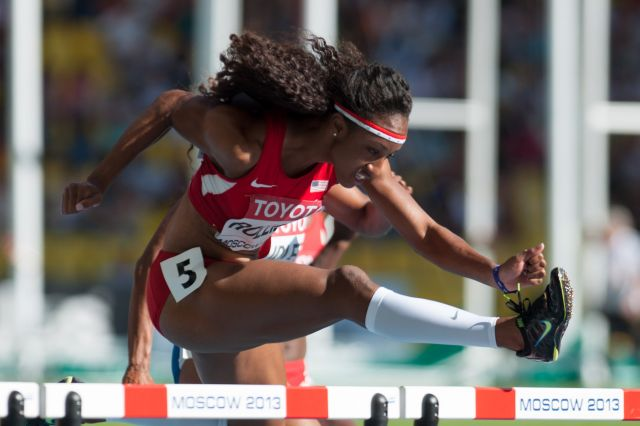
Brianna Rollins in 2013 op weg naar haar wereldtitel in Moskou.

Brianna Rollins-McNeal (Miami, 18 augustus 1991) is een Amerikaanse atlete, die zich heeft toegelegd op de 100 m horden. Ze veroverde in 2013 achter elkaar alle te winnen titels op dit onderdeel: de NCAA-, Amerikaanse en wereldtitel en verbeterde al doende het Noord- en Midden-Amerikaanse record van Gail Devers uit 2000. Zij nam eenmaal deel aan de Olympische Spelen en werd bij die gelegenheid olympisch kampioene op haar specialiteit.

## Biografie

### Studie en eerste successen
Rollins is afkomstig uit een gezin met zeven kinderen, van wie zij als enig meisje de oudste was. Nadat zij in 2009 haar high school-diploma had behaald, ging zij naar de Clemson University, waar zij in 2013 afstudeerde in reizen en toerisme. Tijdens haar studiejaren nam zij enkele malen deel aan de NCAA-kampioenschappen, waarop zij in 2011 op de 60 m horden indoor haar eerste titel behaalde. In 2012 nam zij deel aan de Amerikaanse selectiewedstrijden voor de Olympische Spelen in Londen, maar die Spelen haalde zij niet, omdat zij op de 100 m horden zesde werd. Wel werd zij een maand later tijdens de NACAC-kampioenschappen U23 in het Mexicaanse Irapuato kampioene op de 100 m horden in een tijd van 12,60, al werd zij hierbij gesteund door een forse rugwind van 4.5 m/s.
In 2013 won Rollins de NCAA-indoortitel op de 60 m horden opnieuw, gevolgd door de NCAA-titel op de 100 m horden, waarna zij nog in datzelfde jaar op dat onderdeel ook haar eerste nationale titel veroverde. Aangezien zij bij die gelegenheid met haar winnende tijd van 12,26 s tevens het record van Gail Devers van 12,33 uit 2000 verbeterde, wat niet alleen een Amerikaans, maar tevens een record voor geheel Noord- en Midden-Amerika was, werd Rollins op slag tot favoriete gebombardeerd voor de titel op de wereldkampioenschappen in Moskou, later dat seizoen. Het bracht haar halverwege dat jaar tot het besluit om professioneel atlete te worden.

### Wereldkampioene
In Moskou maakte Rollins haar favorietenrol waar. De Amerikaanse had er onder meer af te rekenen met regerend wereld- en olympisch kampioene Sally Pearson, die weliswaar blessureperikelen had gekend op weg naar deze WK, maar tijdig in vorm bleek voor de confrontatie met Rollins. Nadat de Amerikaanse in de series de snelste tijd had laten noteren, waarna Pearson het snelst bleek in de halve finales, maakte Rollins in de finale aan alle twijfels een eind en rende gedecideerd en overtuigend naar de finish in 12,44. Pearson kon niet anders dan volgen en werd tweede in 12,50, terwijl de Britse Tiffany Porter in een PR-tijd van 12,55 naar het brons greep.
In 2014 liet Rollins de teugels wat vieren. Met uitzondering van een overwinning tijdens de Golden Gala-meeting in Rome -een wedstrijd die onderdeel is van de IAAF Diamond League- waar zij won in 12,53, liet de Amerikaanse weinig van zich horen. Bij de Amerikaanse kampioenschappen van dat jaar werd zij op de 100 m horden vijfde.
Een jaar later was zij er op de WK in Peking weer bij, maar kans om op de 100 m horden haar titel te prolongeren kreeg zij niet. De weg naar het erepodium werd zelfs geheel voor haar afgesneden door de Jamaicaanse Danielle Williams (goud in 12,57), de Duitse Cindy Roleder (zilver in 12,59) en de Wit-Russische Alina Talaj (brons in 12,66). Rollins werd vierde in 12,67.

### Olympisch goud
In het olympisch jaar 2016 was Brianna Rollins vroeg in vorm. Op de Amerikaanse indoorkampioenschappen werd zij kampioene op de 60 m horden, om kort daarna tijdens de wereldindoorkampioenschappen in Portland op dit onderdeel met een honderdste seconde verschil, in 7,82, tweede te worden achter haar landgenote Nia Ali. Tijdens het buitenseizoen vervolgde zij haar opmars met het winnen van de titel op de 100 m horden, haar tweede sinds 2013, tijdens de Amerikaanse kampioenschappen, die tevens dienstdeden als selectiewedstrijden voor de Olympische Spelen van 2016 in Rio de Janeiro. In de Braziliaanse stad liet Rollins er vervolgens geen enkel misverstand over bestaan voor wie de olympische titel op de 100 m horden bestemd was; in 12,48 bleef zij haar landgenotes Nia Ali (12,59) en Kristi Castlin (12,61) ruim voor. Het was voor het eerst in de olympische historie dat een Amerikaans drietal alle medailles op dit onderdeel voor zich opeiste en ook voor het eerst dat drie Amerikaanse vrouwen überhaupt op een olympisch onderdeel tot een dergelijke prestatie kwamen.

### Dopingschorsingen
In juni 2021 werd Rollins met terugwerkende kracht voor 5 jaar geschorst vanwege het manipuleren van een dopingtest. Al eerder, in 2017, was zij geschorst vanwege het driemaal missen van een dopingcontrole in één jaar.

## Titels
- Olympisch kampioene 100 m horden – 2016
- Wereldkampioene 100 m horden – 2013
- Amerikaans kampioene 100 m horden – 2013, 2016
- Amerikaans indoorkampioene 60 m horden – 2016
- NCAA-kampioene 100 m horden – 2013
- NCAA-indoorkampioene 60 m horden – 2011
- NACAC U23-kampioene 100 m horden – 2012

## Persoonlijke records
Outdoor
| Onderdeel    | Prestatie               | Datum         | Plaats      |
| ------------ | ----------------------- | ------------- | ----------- |
| 100 m        | 11,45 s (-1,7 m/s)      | 24 maart 2018 | Northridge  |
| 200 m        | 22,94 s (+0,5 m/s)      | 19 april 2018 | Long Beach  |
| 400 m        | 53,93 s                 | 22 maart 2013 | Tallahassee |
| 100 m horden | 12,26 s (+1,2 m/s) (AR) | 22 juni 2013  | Des Moines  |
| 400 m horden | 60,58 s                 | 20 juni 2009  | Greensboro  |

Indoor
| Onderdeel   | Prestatie | Datum            | Plaats      |
| ----------- | --------- | ---------------- | ----------- |
| 60 m        | 7,29 s    | 22 januari 2016  | Albuquerque |
| 200 m       | 23,22 s   | 2 februari 2013  | New York    |
| 300 m       | 37,90 s   | 15 januari 2010  | Blacksburg  |
| 400 m       | 54,01 s   | 27 februari 2010 | Blacksburg  |
| 60 m horden | 7,76 s    | 12 maart 2016    | Portland    |

## Palmares

### 60 m horden
- 2011:  NCAA-indoorkamp. te College Station – 7,96 s
- 2016:  Amerikaanse indoorkamp. – 7,76 s
- 2016:  WK indoor – 7,82 s

### 100 m horden
Kampioenschappen
- 2012:  NACAC U23 kamp. – 12,60 s (+4,5 m/s)
- 2013:  Amerikaanse kamp. – 12,26 s (AR)
- 2013:  WK – 12,44 s
- 2014: 5e Amerikaanse kamp. – 12,81 s
- 2015: 4e WK – 12,67 s
- 2016:  Amerikaanse kamp. – 12,34 s (+1,2 m/s)
- 2016:  OS – 12,48 s (0,0 m/s)

Diamond League-podiumplekken
- 2014:  Golden Gala – 12,53 s (+0,5 m/s)
- 2015:  Sainsbury's Grand Prix – 12,63 s (+1,5 m/s)
- 2015:  Bislett Games – 12,84 s (-1,4 m/s)
- 2015:  Herculis – 12,56 s (-0,3 m/s)
- 2015:  Sainsbury's Grand Prix – 12,65 s (-1,2 m/s)
- 2016:  Prefontaine Classic – 12,53 (+0,7 m/s)
- 2016:  Sainsbury's Grand Prix – 12,57 s (-0,3 m/s)
- 2016:  Bislett Games – 12,56 s (-0,4 m/s)
- 2016:  London Grand Prix – 12,57 s (+0,3 m/s)

1972: Annelie Ehrhardt ·
1976: Johanna Schaller ·
1980: Vera Komisova ·
1984: Benita Fitzgerald-Brown ·
1988: Jordanka Donkova ·
1992: Voula Patoulidou ·
1996: Ludmila Engquist ·
2000: Olga Sjisjigina ·
2004: Joanna Hayes ·
2008: Dawn Harper ·
2012: Sally Pearson ·
2016: Brianna Rollins ·
2020: Jasmine Camacho-Quinn ·
2024: Masai Russell
1983: Bettine Jahn ·
1987: Ginka Zagorcheva ·
1991: Ludmila Narozhilenko ·
1993: Gail Devers ·
1995: Gail Devers ·
1997: Ludmila Engquist ·
1999: Gail Devers ·
2001: Anjanette Kirkland ·
2003: Perdita Felicien ·
2005: Michelle Perry ·
2007: Michelle Perry ·
2009: Brigitte Foster-Hylton ·
2011: Sally Pearson ·
2013: Brianna Rollins ·
2015: Danielle Williams ·
2017: Sally Pearson ·
2019: Nia Ali ·
2022: Tobi Amusan ·
2023: Danielle Williams